# Glos
Glos é uma comuna francesa na região administrativa da Normandia, no departamento Calvados. Estende-se por uma área de 12,98 km². Em 2010 a comuna tinha 941 habitantes (densidade: 72,5 hab./km²).